# Lenguas wakash
Las lenguas wakash son una familia de lenguas originaria de América aún habladas en la zona costera al occidente de la Columbia Británica (Canadá), incluida la Isla de Vancouver. Según Edward Sapir, pertenecerían al grupo Algonquino-Wakash de las lenguas amerindias; Voegelin y otros opinan que se trata de una familia aislada.

## Introducción
Las lenguas de la familia se distribuyen en el área alrededor de la isla de Vancouver, ocupando también una parte substancial de tierra firme al norte de la misma, en la Columbia Británica. El área de origen de estas lenguas parece coincidir con el área que ocupan actualmente ya que gran parte de su vocabulario patrimonial se refiere a términos marítimos, relacionados con la pesca, el trabajo en madera o la fabricación de canoas, lo que sugiere que históricamente el léxico del proto-wakash estaba asociado al mismo tipo de medio natural que el que ocupan actualmente.
Más aún Sapir señala además del elaborado léxico del nutca para muchas especies marinas, señala incluso la existencia de sufijos locativos en kwakiutl y nutca para referirse a actividades que ocurren en la playa, la costa rocosa o el mar. En cuanto a la cultura material varios aspectos culturales relacionados con el potlatch aparecen en el estrato léxico más antiguo del nutca existiendo numerosos términos relacionados con comprar, dar fiestas, celebrar potlatchs y celebrar ceremonias de pubertad femeninas. Este aspecto cultural se refleja incluso en la gramática que nuevamente contiene sufijos asociados con el potlach, lo cual incidentalmente prueba la antigüedad de esos desarrollos culturales.
La familia de lenguas wakash fue identificada en su forma actual por Boas (1889) quien en un trabajo de campo logró identificar un buen número de correspondencias léxicas y sufijos gramaticales entre el nutca y el kwakiutl.

### División interna
Las lenguas wakash muestran una clara distinción en dos grupos previamente llamado kwakiutliano y nutcano, y ahora mayoritariamente llamados septentrional y meridional para referirse a ambos grupos de manera más neutral sin destacar ninguna lengua en particular como representante de los dos grupos. El grupo septentrional (kwakiutiliano) se localiza en la parte noroccidental de la isla de Vancouver y la tierra firme sobre la Columbia Británica. Mientras que el grupo meridional se extiende a lo largo de la costa occidental de la isla de Vancouver y el cabo Flattery.
La diferencia entre estas dos ramas ha sido juzgada de manera diferente por diferentes autores. Sapir (1911) consideró que difieren tanto como el latín y las lenguas eslavas dentro de la familia indoeuropea. Por su parte Swadesh (1948) sugirió que la diferencia sería más bien similar a la diferencia entre el inglés y las lenguas escandinavas dentro de la subfamilia germánica, sus cálculos glotocronológicos estimaban un tiempo de divergencia entre el nutca y el kwakiutl de 29 siglos. La familia wakash consiste en 7 lenguas conocidas:
I. Wakash septentrional
1. Haisla (< Xaʔisla k’ala) (o Kitamat) 25 hablantes (1991)
2. Kwak'wala (o kwakiutl, hablada por los Kwakiutl del sur y Kwakwaka'wakw) 190 (1991)
A. Heiltsuk-Oowekyala (o Bella Bella) 
3. Heiltsuk 300 (1991)
4. Oowekyala
II. Wakash meridional
5. Makah 200 (1977); <10 (1996)
6. Nitinaht (también Nitinat, Ditidaht, Nootka del Sur)
7. Nuu-chah-nulth (también Nutca, Nutka, Nootka, Aht, West Coast, T’aat’aaqsapa) 505 (2001); 200-600 (2002)

## Características comunes
Las lenguas wakash son lenguas polisintéticas con una morfofonémica complicada, fuertemente sufijantes con sufijos léxicamente muy específicos. La distinción entre categorías gramaticales como nombres, verbos o adjetivos es bastante difusa.

### Fonología
El inventario consonántico fue reconstruido tentativamente por Swadesh (1953), y aunque esta reconstrucción no se apoya en el método comparativo estricto, incluyendo la reconstrucción la proto-lengua, otros autores que han trabajado en lenguas wakash consideran razonable el sistema consonántico propuesto
|                         | Labial | Dento- Alveolar | Lateral | Alveolar | Palatal | Velar | Labio- velar | Uvular | Labio- uvular | Glotal |
| ----------------------- | ------ | --------------- | ------- | -------- | ------- | ----- | ------------ | ------ | ------------- | ------ |
| Obstruyente sorda       | *p     | *t              | *t͡ɬ     | *ʦ       |         | *k    | *kʷ          | *q     | *qʷ           |        |
| Obstruyente glotalizada | *pʔ    | *tʔ             | *t͡ɬʔ    | *ʦʔ      |         | *kʔ   | *kʷʔ         | *qʔ    | *qʷʔ          | *ʔ     |
| Obstruyente sonora      | *b     | *d              | *d͡ɮ     | *ʣ       |         | *g    | *gʷ          | *ɢ     | *ɢʷ           |        |
| fricativa sorda         |        |                 | *ɬ      | *s       |         | *x    | *xʷ          | *χ     | *χʷ           | *h     |
| Sonorante simple        | *m     | *n              | *l      |          | *j      | *ɣ    | *w           |        |               |        |
| Sonorante glotlizada    | *mʔ    | *nʔ             | *lʔ     |          | *jʔ     | *ɣʔ   | *wʔ          |        |               |        |

A veces se emplean algunos signos diferentes de los del AFI, por parte de los americanistas en concreto se emplean frecuentemente:
- <λ, λ', λ > = AFI /t͡ɬ, t͡ɬʔ, d͡ɮ/
- <c, z> =  AFI /ʦ, ʣ/
- <y> =  AFI /j/

En cuanto a las vocales se reconstruyen tres vocales breves /i, a, u/ y tres largas /ī, ā, ū/.

### Wakash septentrional
El kwakiutl o kwak'wala es la única lengua wakash septentrional de la que existen una descripción extensiva. Un vocabulario de Boas (1893) documenta numerosas diferencias léxicas entre las lenguas de la rama septentrional y Bach y Bates (1971) muestran algunas correspondencias fonéticas entre el Haisla y el kwakiutl.
Por su parte el trabajo de campo sobre el Heiltsuk ha probado que posee tono o más exactamente acento tonal. No está claro si esta característica es un arcaísmo retenido del proto-wakash o una innovación de esta lengua. Se ha conjeturado además de que esta característica podría explicar la pérdida de vocales en la primera sílaba, lo que ha dado lugar a grupos consonánticos en posición inicial en las lenguas de la rama septentrional. Esta pérdida no se da en proto-kwakiutliano pero sí en algunas lenguas descendientes. 
Además se ha documentado un préstamo léxico masivo desde el Heiltsuk hacia lenguas salish como el Comox o el Bella Coola. Y parece ser que existen préstamos más numerosos desde el wakash septentrional a las lenguas salish que a la inversa. Los préstamos se concentran especialmente en el vocabulario "ecológico" referido a animales, plantas y elementos tecnológicos autóctonos. Esto sugiere una vez más que las lenguas wakash son las lenguas autóctonas del área, frente a lenguas intrusivas en ella como las lenguas atabascanas o las lenguas salish.

### Wakash meridional
El nutca es la principal lengua wakash de este grupo, presenta numerosas variantes dialectales que se distribuyen a lo largo de la costa occdiental de la isla de Vancouver. El Nitinat se habla en un área algo menos extensa al sur de la lengua anterior. El Makah se habla en cabo Flattery.
Existen varias isoglosas que diferencian entre las lenguas wakash meridionales y septentrionales:
- Las lenguas meridionales han desarrollado sonidos relacionados con la africada /č/ donde las lenguas septentrionales tienen sonidos relacionados con la oclusiva palatalizada /ky/.
- Las lenguas meridionales han peridido la diferencia de sonoridad en las oclusivas.
- El desarrollo de faringales en las lenguas meridionales.
- La pérdida de /*ɬ/ en las lenguas meridionales.

Jakobsen y Haas (1969) han realizado una cantidad apreciable de trabajo comparativo con las lenguas wakash meridionales. Dicho trabajo ha sido algo más extensivo con cognados Nutca-Nitinat y algo más limitado con cognados del Makah. El Nitinat y el Makah comparten la desnasalización de los fonemas /*m/ y /*n/ en /b/ y /d/. Esta es curiosamente un rasgo de área lingüística que se ha dado también en Quielute (lenguas chimakuas). Estas dos lenguas también comparte la pérdida de las sonantes glotalizadas con una compensación alargatoria de las vocales breves precedentes.

### Comparación léxica
Los numerales en diferentes lenguas wakash son:
| GLOSA | Septentrional | Septentrional | Septentrional | Septentrional     | Meridional | Meridional | Meridional | Meridional         | PROTO- WAKASH   |
| GLOSA | Kwakiutl      | Haisla        | Heitsuk       | PROTO- WAK. sept. | Nootka     | Makah      | Nitinat    | PROTO- WAK. merid. | PROTO- WAKASH   |
| ----- | ------------- | ------------- | ------------- | ----------------- | ---------- | ---------- | ---------- | ------------------ | --------------- |
| '1'   | nˀəm          | n̓auxʷ         | m̉ṇúkʷ         | *nʼəúkʷ           | c̉awaa/ n̉up | c̉akwaˑʔak  | c̉awaaʔk    | *c̉awaː(kʷ)         | *               |
| '2'   | maʔɬ          | maɬ-          | mảḷúkʷ        | *maʔɬ-            | ʔaƛa       | ʔaƛ        | ʔaƛ        | *ʔaƛa              | *maʔ(aɬ), *ʔaƛa |
| '3'   | yudəxʷ        | yúdukʷ yudúkʷ | yúdúkʷ        | *yudəxʷ           | qacc̉a      | wiˑ        | qakac̉      | *qakc’a            | *               |
| '4'   | mu            | mukʷ muukʷ    | múkʷ          | *muukʷ            | muu        | buˑ        | buu        | *muu               | *muu-           |
| '5'   | səkʼa         | səkʼa         | sk̉ákʷ         | *sək̉ákʷ           | sučʼa      | šuč̉        | šuč͗͗        | *sučʼa             | *suk’a-         |
| '6'   | qʼəƛʼa        | q̓ətʼla        | q̉ƛ͗áukʷ        | *q̓əƛʼa(ukʷ)       | n̉upu       | č̉iˑx̣ʷ      | č͗͗iix̣paaɬ   | *č’iːχpaːɬ         | *               |
| '7'   | ʔəƛəbu        | maɬɔ́ːs        | maɬảús        | *ma(ʔ)ɬ-áus       | ʔaƛpu      | ʔəƛəbu     | ʔaƛpuu     | *ʔaƛa-bu           | *               |
| '8'   | məʔɬɡʷənəɬ    | yudəxʷɔ́ːs     | yútxʷáus      | *yudəxʷ-áus       | ʔaƛakʷaɬ   | ʔaƛasub    | ʔaƛasib    | *ʔaƛa-sɨb (10-2)   | *10-2           |
| '9'   | nˀanˀəma      | muwɔ́ːs        | m̉ám̉ṇíh̉a       | *10-1, *5+4       | c̉awaakʷaɬ  | c̉akwaˑsub  | c̉awaasib   | *c̉awaːsɨb (10-1)   | *10-1, *5+4     |
| '10'  | ləʔəstu       | q̓áapu q̓ápɔː   | h̉ak̉as         | *                 | ḥayu       | ƛax̣ʷ       | ƛax̣ʷ       | *ƛaχʷa             | *               |
El sistema de cuenta es vigesimal.